# 灆溪書院
35°32′54.56″N 127°46′59.71″E / 35.5484889°N 127.7832528°E
灆溪書院（： Namgye Seowon）位於韓國庆尚南道咸陽郡，為一座朝鲜王朝時期（1392－1897年）建立的书院。灆溪書院建於朝鮮明宗七年（1552年），2009年5月，灆溪書院被列為韓國指定史蹟第499號；2019年，灆溪書院與其他八座書院以「韓國新儒學書院」名稱登錄，成為韓國第14個世界遗产。

## 簡介

### 歷史沿革
灆溪書院最初於朝鲜明宗七年（1552年）由姜翼（강익，1523－1567）所創建，書院最初成立主要為了祭祀著名儒學家鄭汝昌。鄭汝昌曾任安陰縣監，被列為東國十八賢之一，得以入祀孔廟；《國朝儒先錄》將鄭汝昌與金宏弼、趙光祖、李彥迪三人列為朝鮮四賢。
灆溪書院於明宗二十一年（1566年）獲君王贈與匾額，成為「賜額書院」，為紹修書院之後第二家賜額書院。在萬曆朝鮮之役期間，灆溪書院於（1597年）遭焚毀，光海君四年（1612年）重建，朝鮮仁祖十二年（1634年）別祠落成，仁祖二十年（1642年）兪好仁（유호인，1445－1494）入祀別祠，朝鮮肅宗三年（1677年）鄭蘊（정온，1569－1641）入祀本祠，肅宗十五年（1689年）姜翼入祀本祠，朝鮮純祖二十年（1820年）鄭弘緖（정홍서，1571－1648）入祀別祠。 
朝鮮高宗八年（1871年），興宣大院君下達書院撤廢令時，朝鮮全境僅保留47座書院，灆溪書院為其中之一。

### 建築與文物
灆溪書院為一座典型的朝鮮王朝時期前學後廟式書院，書院的講堂為明誠堂（명성당），左右兩側為東齋、西齋；明誠堂後方為祠堂，祠堂中本祠供奉鄭汝昌、鄭蘊、姜翼，別祠供奉兪好仁、鄭弘緖。灆溪書院於2009年5月列為韓國指定史蹟第499號，受到國家保護。

## 世界遺產登錄
2019年6月至7月，第43屆世界遺產委員會會議於亞塞拜然首都巴庫召開，「韓國新儒學書院」項目經大會通過登錄為世界遺產，包括紹修書院、灆溪書院、玉山書院、陶山書院、筆巖書院、道東書院、屏山書院、武城書院、遯巖書院。灆溪書院編號為1498-002號。
该世界遗产被认为满足世界遺產登錄基準中的以下基準而予以登錄：
- （iii）呈现有关现存或者已经消失的文化传统、文明的独特或稀有之证据。[2]

| 世界遺產編號 | 名稱     | 所在地                       | 保護範圍 | 緩衝範圍  |
| ------------ | -------- | ---------------------------- | -------- | --------- |
| 1498-002     | 灆溪書院 | 35°32'54.56"N 127°46'59.71"E | 4.11公頃 | 81.23公頃 |